# Международный кинофестиваль в Марракеше
Международный кинофестиваль в Марракеше (араб. المهرجان الدولي للفيلم بمراكش‎, фр. Festival International du Film de Marrakech) — ежегодный международный кинофестиваль, проводится с 2001 года в Марокко под патронажом короля Мухаммеда VI. Главной наградой кинофестиваля является «Золотая звезда» (фр. Étoile d'or), вручаемая за лучший фильм.
Председатель кинофестиваля — принц Мулай Рашид.

## Награды

### Гран-при — «Золотая звезда»
| Год  | Название                     | Оригинальное название | Режиссёр             | Страна               |
| ---- | ---------------------------- | --------------------- | -------------------- | -------------------- |
| 2001 | «Да здравствует воскресенье» | Inch'Allah Dimanche   | Ямина Бенгиги        | Франция              |
| 2002 | «Иди»                        | Go                    | Исао Юкисада         | Япония               |
| 2003 | «Бикфордов шнур»             | Gori vatra            | Пьер Жалица          | Босния и Герцеговина |
| 2004 | «На обочине»                 | Sideways              | Александр Пэйн       | США                  |
| 2005 | «Сельская управа»            | Saratan               | Эрнест Абдыжапаров   | Кыргызстан           |
| 2006 | «Красный какаду»             | Der Rote Kakadu       | Доминик Граф         | Германия             |
| 2007 | «Осенний бал»                | Sügisball             | Вейко Ыунпуу         | Эстония              |
| 2008 | «Дикое поле»                 |                       | Михаил Калатозишвили | Россия               |
| 2009 | «На север дороги нет»        | Norteado              | Ригоберто Перескано  | Мексика              |
| 2010 | «Дневник Мусана»             | 무산일기              | Джун-бум Парк        | Республика Корея     |
| 2011 | «Лабрадор»                   | Labrador              | Фредерикке Аспёк     | Дания                |
| 2012 | «Атака»                      | The Attack            | Зиад Дуэри           | Ливан                |
| 2013 | «Хан Гонг-Чжу»               | 한공주                | Су-джин Ли           | Республика Корея     |
| 2014 | «Класс коррекции»            |                       | Иван Твердовский     | Россия               |